# Shinchō kōki

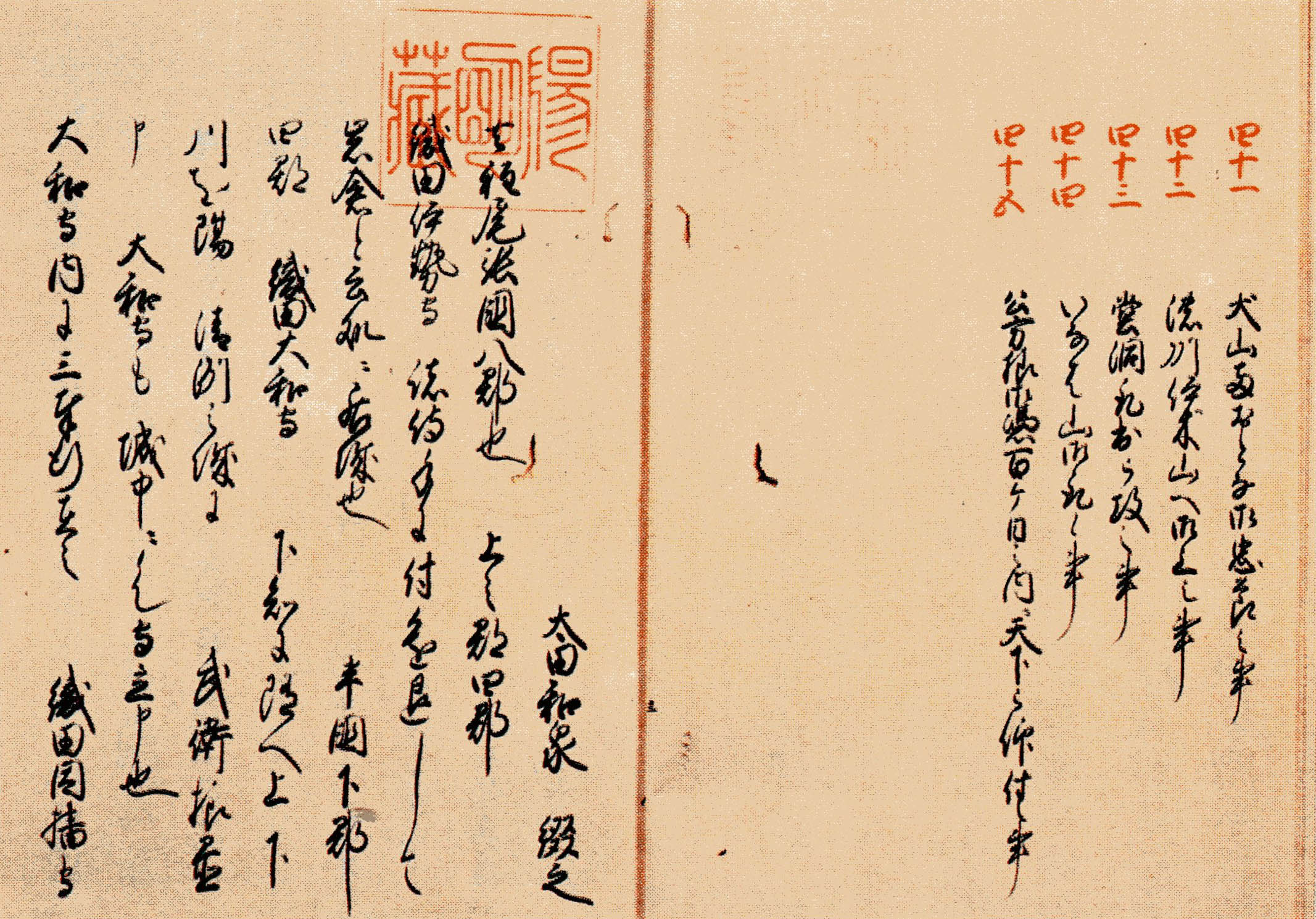
El Shinchō kōki preservado en un museo de Kioto llamado Yōmei Bunko (ja: 陽明 文庫).

El Shinchō kōki (信長公記), es la crónica de Oda Nobunaga, compilada en el período Edo basada en los registros de Ōta Gyūichi (太田牛一), un guerrero que siguió a Nobunaga. El Shinchō kōki cubre desde 1568, cuando Nobunaga ingresó a Kioto hasta su muerte en 1582. La crónica compilada consta de 16 volúmenes y se considera "principalmente objetiva" y "confiable". Hay varios manuscritos con diferentes títulos, como Azuchiki (安土記) y Shinchōki (信長記). La crónica no solo se cita a menudo sobre temas relacionados con el propio Oda Nobunaga, sino también sobre otros temas, como el arte del té.
Como reflejo de la popularidad de Oda Nobunaga, las versiones de la crónica reescritas en japonés moderno que se publicaron en los últimos años han vendido casi diez mil copias en total.